# 皇戌
皇戌，姓不详，皇氏，名戌，春秋时期郑国大夫。
前597年（周定王十年、鲁宣公十二年、晋景公三年、楚庄王十七年、郑襄公八年），楚国讨伐郑国，晋军驻在敖、鄗两山之间。郑国派皇戌出使到晋军中，说：“郑国为了保存国家，才跟从楚国，对晋国没有二心。楚军屡胜而骄，在外很久，又不设防。晋国攻击楚军，郑军作为后继，楚军一定失败。”晋国中军佐先縠认为打败楚军，降服郑国，在此一举，请求元帅荀林父一定要答应皇戌的请求。结果邲之战，晋军大败，楚庄王称霸，荀林父的侄子荀罃被俘。前589年（周定王十八年、鲁成公二年、晋景公十一年、楚共王二年、郑襄公十六年），荀罃的父亲荀首做了中军佐，和皇戌交情很好，非常喜爱荀罃的，是想通过郑国，归还公子穀臣和连尹襄老尸首而来要求交换荀罃。被楚国巫臣获悉。前588年（周定王十九年、鲁成公三年、晋景公十二年、楚共王三年、郑襄公十七年），春，诸侯联军进攻郑国，郑国在丘舆之战击败联军。皇戌到楚国进献战利品。前587年（周定王二十年、鲁成公四年、晋景公十三年、楚共王四年、郑襄公十八年），楚国子反救援郑国，郑襄公和许灵公在子反那里争论是非，皇戌代表郑襄公发言。子反不能判断，让他们去楚王面前争辩是非。前586年（周定王二十一年、鲁成公五年、晋景公十四年、楚共王五年、郑悼公元年），许灵公于是在楚国控告郑悼公。六月，郑悼公去到楚国争讼，没有取得胜利，楚国抓住了皇戌和子国。其子皇耳。